# Gabriel Rosillo
Gabriel Alejandro Rosillo Kindelán (Santiago de Cuba, 4 de janeiro de 1999) é um lutador de estilo greco-romana cubano.

## Carreira
Em 2018, Rosillo ganhou uma das medalhas de bronze no evento de 97 kg no Campeonato Pan-Americano de luta livre realizado em Lima, Peru. Um ano depois, ele ganhou a medalha de ouro neste evento. Em 2019, ele ganhou o ouro no Campeonato Mundial Júnior de Luta Livre de 2019 na categoria 97 kg na categoria greco-romana.
Em março de 2020, Rosillo se classificou para representar Cuba nos Jogos Olímpicos de Verão de 2020 em Tóquio, Japão, no Torneio de Qualificação Olímpica de Luta Pan-Americana de 2020, realizado em Ottawa, Canadá. Uma semana antes, ele ganhou a medalha de prata no evento de 97 kg no Campeonato Pan-Americano de Luta Livre de 2020 , também realizado em Ottawa, Canadá.
Rosillo competiu na categoria masculina de 97 kg nas Olimpíadas de Verão de 2020, realizadas em Tóquio, Japão. Ele foi eliminado em sua primeira luta por Arvi Savolainen , da Finlândia.
Rosillo ganhou a medalha de ouro no evento de 97 kg no Campeonato Mundial de Luta Livre de 2023, realizado em Belgrado, Sérvia. Ele derrotou Artur Aleksanyan da Armênia em sua luta pela medalha de ouro. Em 2024, Rosillo ganhou uma das medalhas de bronze no evento de 97 kg nas Olimpíadas de Verão em Paris, França. Ele derrotou Rustam Assakalov do Uzbequistão em sua luta pela medalha de bronze.